# Minosiella intermedia
Minosiella intermedia är en spindelart som beskrevs av Denis 1958. Minosiella intermedia ingår i släktet Minosiella och familjen plattbuksspindlar. Inga underarter finns listade i Catalogue of Life.